# Maria de Némours
Maria de Nemours conhecida até ao seu casamento como Maria Ana de Orleães, Mademoiselle de Longueville (em francês:  Marie Anne d'Orléans; Paris, 5 de março de 1625 — Paris, 16 de junho de 1707) foi suo jure Princesa de Neuchâtel e duquesa consorte de Nemours e princesa de Saboia como esposa de Henrique II de Saboia-Nemours.

## Família
Maria era filha de Henrique II de Orleães-Longueville e de Luísa de Bourbon, Mademoiselle de Soissons.

## Biografia

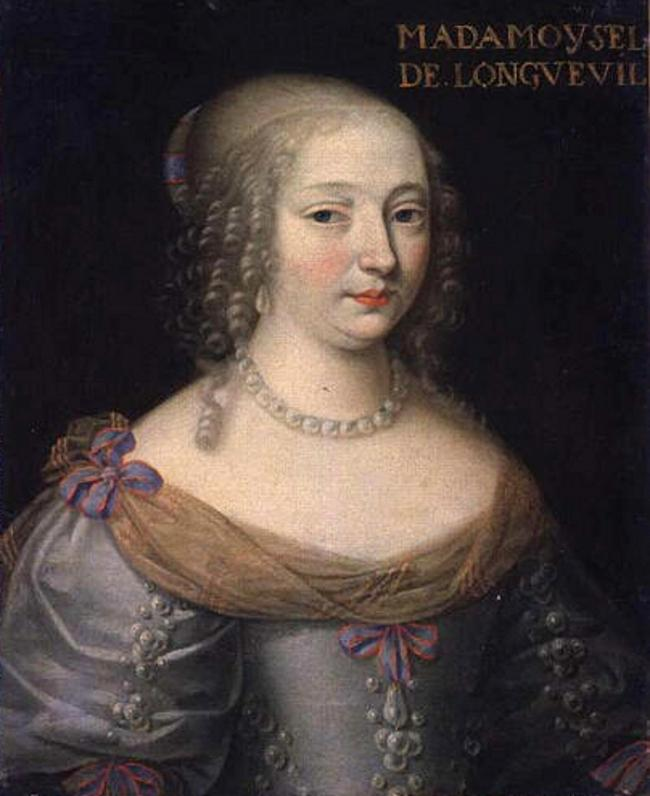
Maria em c. 1640.

Casou-se com o seu primo Henrique II de Saboia-Nemours em 1657, mas enviúva dois anos mais tarde sem terem filhos.
Instruída e de forte personalidade acompanhou o seu pai às negociações de Paz de Vestfália (1648), tomou parte com ele na Fronda, antes de seguir o Cardeal Mazarino. Escreveu um livro (1709) de memórias dedicadas a esse período.
Em 1672, na morte do seu meio-irmão Carlos Paris de Orleães-Longueville e da demência do seu outro meio-irmão João Luís de Orleães-Longueville, chamado o Padre de Orleães, reclama em vão o Principado de Neuchâtel. Como Luís XIV de França apoiou o padre que estava sobre a tutela da sua mãe, Ana Genoveva de Bourbon, ela vai a Neuchâtel, mas depois de incidentes sangrentos é chamada pelo rei em 1673. Com a morte de Ana Genoveva de Bourbon, em 1679, obtêm a tutela do seu meio-irmão, mas voltam a tirar-lha em 1682. 
Quando ele morre, o Tribunal dos Três Estados de Neuchâtel atribui-lhe o principado, apesar dos protestos do Príncipe de Conti que era reconhecido como legítimo herdeiro pelo parlamento de Paris. Ambos se encontram em Neuchâtel em 1699 para defender a sua causa, mas apoiada por Berna, ela ganha.
Depois da sua morte em 1707, a última da Família Orleães-Longueville, o Principado de Neuchâtel é atribuído ao rei Frederico I da Prússia.

## Ascendência
| Maria de Némours Casa Orleães-LonguevilleRamo cadete da Casa de ValoisNascimento: 5 de março 1625 Morte: 16 de junho 1707 |                                         |                                            |
| Títulos reais |                                         |                                            |
| Precedido por: João Luís de Orleães-Longueville                                                                           | Princesa de Neuchâtel 1694 – 1707       | Sucedido por: Frederico I da Prússia       |
| Nobreza da França |                                         |                                            |
| Precedido por: Isabel de Bourbon-Vendôme                                                                                  | Duquesa consorte de Nemours 1657 – 1659 | Sucedido por: Isabel Carlota do Palatinado |
| Precedido por: Carlos Paris de Orleães-Longueville                                                                        | Condessa de Saint-Pol 1684 – 1707       | Sucedido por: Isabel Teresa de Lorena      |